# Bulbophyllum xylocarpi
Bulbophyllum xylocarpi là một loài phong lan thuộc chi Bulbophyllum.